# 義興郡
义兴郡，中国晋朝到隋朝时设置的郡。
西晋永嘉四年（310年）时分割吴兴郡、丹阳郡设置义兴郡，治所在阳羡县（今江苏省宜兴市）。包括今江苏省宜兴市、溧阳市。隋朝开皇九年（589年），隋灭南陈，废除义兴郡。
义兴郡郡治在今宜兴市城区，辖七县：
1. 阳羡县——今宜兴市东部，县治在今宜兴市新街镇百合村附近；
2. 国山县——今宜兴市西南，县治今宜兴张渚镇五洞桥附近；
3. 临津县——今宜兴市西北，县治今宜兴市官林镇临津村附近；
4. 永世县（永平县）——今溧阳市南部，县治今溧阳市天目湖镇古县村附近；
5. 平陵县——今溧阳市西部，县治今溧阳市南渡镇古城村（旧县村）；
6. 义乡县——今宜兴市东南部、浙江长兴县北部，县以“义乡山”名，县治在今长兴尚儒村附近（“义乡山”山脚下）（注：“义乡山”即今湖滏的“啄木岭”，为宜兴、长兴的界山）；
7. 绥安县——南北朝宋武帝（刘裕）永初三年（公元422年）析广德（今属安徽）、故鄣（今浙江安吉）、长城（今浙江长兴）、义乡、阳羡置绥安县。治今广德县城桃州镇，一说治今长兴县泗安镇。

## 國主
南朝梁義興公國
| 義興國（556年—557年） |              |      |        |             |          |
| 以戰功封，食邑5000戶  |              |      |        |             |          |
| 代數                  | 封爵         | 謚   | 姓名   | 在位時間    | 備註     |
| 1                     | 義興郡開國公 | 恭公 | 陳文讚 | 556年追封   | 陳霸先父 |
| 2                     | 義興郡開國公 |      | 陳霸先 | 556年—557年 |          |
| 進封陳公              |              |      |        |             |          |